# Potencial (física)
En física se define el potencial como una magnitud que puede ser escalar o vectorial, que sirve para describir la evolución o variación probable de otra magnitud. Generalmente los potenciales aparecen para describir a un campo físico y también aparece para medir otro potencial en termodinámica.

## Potencial escalar
Se denomina potencial escalar a una propiedad de cada punto de un campo conservativo, que representa la energía potencial que tendría una unidad de fuente (carga eléctrica, masa, etc., dependiendo de la naturaleza de la materia bajo estudio) situada en determinado punto de la región donde esté definido el respectivo campo. Al ser una magnitud definida para cada punto del campo, en sí misma forma un campo escalar.
También se usa potencial como adjetivo: se dice que un campo es potencial, si el campo puede ser definido como el gradiente de un campo escalar. En ese caso se dirá que el campo vectorial tendrá su potencial en ese campo escalar.

{\displaystyle \mathbf {F} =-\nabla U.}

En este caso {\displaystyle U\,} es el campo escalar potencial de la fuerza {\displaystyle F\,}.

## Potencial vectorial
Algunos campos solenoidales no pueden ser derivados de un potencial escalar, sin embargo bajo condiciones matemáticas razonables pueden expresarse en términos de un potencial vectorial. Las ventajas de esto es con frecuencia la ecuación diferencial que satisface el potencial vectorial es algo más simple que la ecuación que satisface el propio campo vectorial. Este es el caso del campo magnético que puede ser expresado en términos de un potencial vector:

(1){\displaystyle \mathbf {B} ={\boldsymbol {\nabla }}\times \mathbf {A} }

Este potencial vector que se puede expresar de manera sencilla con la densidad de corriente asociada a las cargas en movimiento:

(2){\displaystyle \mathbf {A} (\mathbf {r} )=\int _{V}{\frac {\mu }{4\pi }}{\frac {\mathbf {j} }{|\mathbf {r} -\mathbf {r} '|}}d^{3}\mathbf {r} '}

De las ecuaciones (1) se tiene que el campo magnético efectivamente satisface tanto la ecuación de Maxwell homogénea para el campo magnético:

(3){\displaystyle \mathbf {B} =\nabla \times \mathbf {A} }

## Potenciales termodinámicos
Los potenciales termodinámicos son funciones de estado, normalmente escogidas para que su valor permanezca constante en cierto tipo de procesos. La utilidad de un determinado potencial termodinámico en una determinada situación dependerá de qué otras variables de estado permanezcan constantes en el proceso que se pretende estudiar. Los potenciales termodinámicos más usados son:
- La energía interna.
- La entalpía.
- La energía libre de Helmholtz.
- La energía libre de Gibbs.